# Rocamadour
Rocamadour település Franciaországban, Lot megyében. Lakosainak száma 604 fő (2022. január 1.). Rocamadour Alvignac, Calès, Couzou, Gramat, Lacave, Meyronne, Montvalent és Rignac községekkel határos.
2016-ban Franciaország kedvenc falvává választották.

## Népessége
A település népessége az elmúlt években az alábbi módon változott:
| Lakosok száma | 625  | 627  | 627  | 630  | 645  | 628  | 606  | 623  | 617  | 604  |
|               | 1968 | 1982 | 1990 | 2006 | 2013 | 2015 | 2017 | 2019 | 2020 | 2022 |

## Nevezetességei
- Fő látnivalója a vár és mellette az 1300 éves Durandal kard, a legendás Roland lovag mítikus kardja. A vár melletti sziklafalba szúrt kardot 2024-ig lánc rögzítette a falhoz, ekkor azonban ellopták.[3]
- A falu másik nevezetessége a kecskesajt.[2]